# Происшествие с MD-88 в Пенсаколе
Происшествие с MD-88 в Пенсаколе — авиационное происшествие, произошедшее 6 июля 1996 года. Авиалайнер McDonnell Douglas MD-88 авиакомпании Delta Air Lines выполнял регулярный внутренний рейс DL1288 по маршруту Пенсакола—Атланта, но при вылете из аэропорта Пенсаколы во время разбега по ВПП у него произошло разрушение двигателя №1 (левого); экипаж прервал взлёт и смог остановить лайнер в пределах взлётной полосы. Из находившихся на его борту 147 человек (142 пассажира и 5 членов экипажа) от разлёта обломков двигателя погибли 2 пассажира и ещё 5 получили ранения.

## Самолёт
McDonnell Douglas MD-88 (регистрационный номер N927DA, заводской 49714, серийный 1524) был выпущен в 1988 году (первый полёт совершил 12 октября). 2 ноября того же года был передан авиакомпании Delta Air Lines. Оснащён двумя турбореактивными двигателями Pratt & Whitney JT8D-219. На день происшествия совершил 18 826 циклов «взлёт-посадка» и налетал 22 031 час.

## Экипаж
Самолётом управлял опытный экипаж, его состав был таким:
- Командир воздушного судна (КВС) — 40-летний Джон Р. Баннелл (англ. John R. Bunnell). Очень опытный пилот, в авиакомпании Delta Air Lines проработал 17 лет (c 1979 года). Управлял самолётами Boeing 727 (в должности бортинженера и затем второго пилота), Boeing 757, Boeing 767 и McDonnell Douglas DC-9 (один рейс на DC-9 в должности КВС), после чего был квалифицирован на командира McDonnell Douglas MD-88. Налетал свыше 12 000 часов, более 2300 из них на MD-88[7].
- Второй пилот — 37-летний Дэвид У. Хоук (англ. David W. Hawk). Опытный пилот, проходил службу в ВВС США, где пилотировал самолеты Cessna A-37 и Fairchild A-10. В авиакомпании Delta Air Lines проработал 6 лет (с 1990 года), в ней управлял самолётами Boeing 727, Lockheed L-1011 TriStar (оба в должности бортинженера) и Boeing 737 (в должности второго пилота). В 1995 году был квалифицирован на второго пилота McDonnell Douglas MD-88. Налетал свыше 6500 часов, более 500 из них на MD-88[6].

В салоне самолёта работали трое бортпроводников.

## Хронология событий
В 13:30 CDT второй пилот начал наружный осмотр самолёта и предполётную подготовку. В 13:45 он сообщил прибывшему командиру, что из двигателя №1 (левого) капает масло, но никаких действий для устранения неполадки предпринято не было; впоследствии, во время допроса следователями NTSB, второй пилот заявил, что упало лишь 2-3 капли и он не посчитал это достаточно значительной неполадкой. Также он обнаружил отсутствие двух заклёпок на левом крыле. Перед взлётом экипаж запустил оба двигателя и не заметил никаких вибраций, свидетельствующих о неполадках с ними.
В 14:23 рейс DL1288 получил разрешение на взлёт и лайнер начал разгон по ВПП №17. Когда самолёт достиг скорости 75 км/ч, экипаж и пассажиры услышали громкий хлопок. КВС взял управление на себя, перевёл оба двигателя в режим малого газа и с помощью тормозов смог остановить лайнер в пределах взлётной полосы, несмотря на то, что реверс тяги и интерцепторы не были задействованы. Срабатывания сигнализации о пожаре двигателя не произошло.

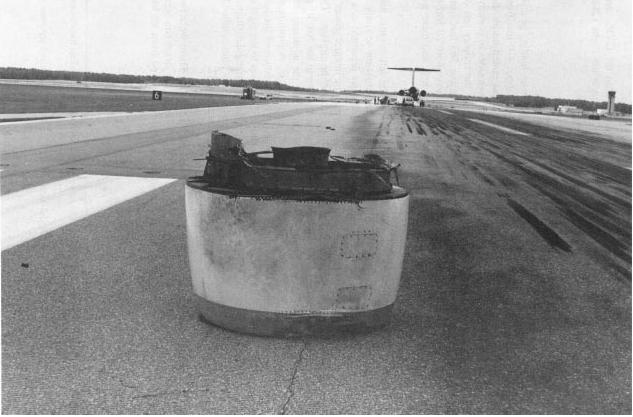
Обломок двигателя №1

После остановки лайнера второй пилот попытался связаться с диспетчерской вышкой и бортпроводниками, но из-за потери электропитания это оказалось невозможным. Авиадиспетчер узнал о происшествии только в 14:25, когда второму пилоту удалось с ним связаться, перейдя на аварийное электропитание. Поскольку признаков пожара не наблюдалось и необходимость немедленной эвакуации отсутствовала, бортпроводники попросили пассажиров оставаться на своих местах. Второй пилот осмотрел салон, и в 14:27 КВС запросил срочную медицинскую помощь для раненых пассажиров и пожарную машину на случай возникновения пожара.
Из находившихся на борту самолёта 147 человек погибли 2 пассажира, сидевшие возле разрушившегося двигателя №1. Ещё 5 пассажиров получили ранения, 2 из них были серьёзными.
McDonnell Douglas MD-88 борт N927DA получил серьёзные повреждения хвостовой части и пассажирского салона, но был успешно отремонтирован и возвращён в эксплуатацию Delta Air Lines. В августе 2018 года лайнер был списан и в 2019 году утилизирован.

## Расследование
Расследование причин происшествия с рейсом DL1288 проводил Национальный совет по безопасности на транспорте (NTSB).
Окончательный отчёт расследования был опубликован 13 января 1998 года.
Причиной происшествия в нём было названо следующее:

Национальный совет по безопасности на транспорте определил, что вероятной причиной катастрофы стала трещина во втулке вентилятора левого двигателя, поддававшаяся обнаружению, но не обнаруженной при проведении Delta Air Lines неразрушающего контроля капиллярным методом. Трещина возникла в зоне с измененной структурой металла, появившейся во время сверления компанией «Volvo» для «Pratt & Whitney» и оставшейся незамеченной во время производства.
Оригинальный текст (англ.)The National Transportation Safety Board determines, that the probable cause of this accident was the fracture of the left engine’s front compressor fan hub, which resulted from the failure of Delta Air Lines’ fluorescent penetrant inspection process to detect a detectable fatigue crack initiating from an area of altered microstructure that was created during the drilling process by Volvo for Pratt & Whitney and that went undetected at the time of manufacture.